# Robin Eder
Robin Eder (* 19. September 1994 in Mannheim) ist ein deutscher Fußballtrainer.

## Karriere
Eder trainierte in der Saison 2013/14 in der Jugend des VfL Neckarau. Ab der Saison 2014/15 war er im DFI Bad Aibling tätig, zudem fungierte er als Co-Trainer der zweiten Mannschaft der SpVgg Unterhaching. Diese stellte nach der Saison 2014/15 aber den Spielbetrieb ein, woraufhin er zur Saison 2015/16 Assistent im U-17-Team wurde. Im März 2017 verließ er Unterhaching und wechselte zum 1. FC Nürnberg, bei dessen zweiter Mannschaft er fortan Fabian Adelmann unterstützte.
Ab der Saison 2017/18 war er dann Analyst bei der Reserve und Co-Trainer in der U-19- bzw. ab der Saison 2018/19 dann in der U-16. Ab November 2018 war er wieder Co-Trainer von Fabian Adelmann beim Regionalligateam. Nach der Saison 2018/19 verließ er den FCN. Ab Oktober 2019 war er dann Jugendtrainer beim FC Unterföhring, bei dem er bis April 2022 tätig war.
Zur Saison 2022/23 kehrte er nach Unterhaching zurück, wo er fortan wieder als Assistent im U-17-Team agierte. Zur Saison 2023/24 wurde Eder Co-Trainer von Michael Steiner beim österreichischen Zweitligisten SV Lafnitz. Nach der Entlassung von Steiner im September 2023 wurde Robert Weinstabl als Nachfolger präsentiert, bis zum Amtsbeginn von Weinstabl wurde Eder allerdings für ein Spiel interimistisch zum Cheftrainer bestellt.